# ماستنگ ریج (تگزاس)
ماستنگ ریج، تگزاس (به انگلیسی: Mustang Ridge, Texas) یک شهر در ایالات متحده آمریکا با جمعیت ۷۸۵ نفر است که در تگزاس واقع شده‌است.